# Halasi-Kun Tibor
Halasi-Kun Tibor (Zágráb, 1914. január 19. – New Milford, CT, USA, 1991. október 19.) kiemelkedő turkológus, Németh Gyula egyik legjobb tanítványa, az amerikai turkológia egyik megalapítója, egyetemi tanár, az MTA külső tagja.

## Élete és munkássága
A budapesti Lónyai Utcai Református Gimnázium elvégzése után turkológiát tanult a budapesti egyetemen. 1936-ban diplomázott, majd azonnal munkába is állt tanársegédként Németh Gyula katedráján, akinek Halasi-Kun az egyik kedvenc tanítványa volt egészen élete végéig. Egy, az isztambuli Német Régészeti Intézetben töltött kétéves kitérő (1941–1943) végén a török kormány tanárnak hívta az ankarai Hungarológiai Intézetbe, melynek első vezetője Rásonyi László volt, akit személyesen Mustafa Kemal Atatürk hívott meg az intézet 1936-os alapításakor. Közvetlenül őt követte Halasi-Kun Tibor, aki 1951-ig maradt posztján. A kommunista hatalomátvétel után nem tért vissza Magyarországra, hanem Törökországban maradt.
1951-ben meghívást kapott a New Yorki Columbia Egyetemre, ahol több mint harminc éven át dolgozott tanárként, szervezőként és nem utolsósorban kutatóként, minden területen jelentőset alkotva. Elragadó személyiségének köszönhetően kiváló kutatókat képzett a közel-keleti és török tanulmányok területén: diákjai számos amerikai egyetemen megtalálhatóak tanárként. Szervezőként is fáradhatatlan volt: ő alapította a Közel-Keleti Intézetet (Near and Middle East Institute) és a Török Tanulmányok Központját (Center for Turkish Studies), amelyeknek hosszú évekig igazgatója is volt; valamint az Amerikai Kutatóintézetet Törökországban (American Research Institute in Turkey). Emellett a folyóiratalapításban is jeleskedett: ő hozta létre 1969-ben az Archivum Ottomanicumot, 1975-ben pedig az Archivum Eurasiae Medii Aevit. 1980-tól kezdődően sűrűn látogatott vissza szülőföldjére hosszabb kutatóutakra. 1986-ban választották meg az MTA tiszteleti tagjává.
Tudományos érdeklődését tekintve Németh Gyula igaz követője volt, amennyiben megosztotta figyelmét az oszmán és az általános török, különösen a kipcsak filológia között. Pályafutását oszmanisztikával kezdte: kiváló doktori értekezése Gennádiosz Szkholáriosz török nyelvű Hitvallásáról szólt, melyet a pátriárka Hódító Mehmet parancsára írt Konstantinápoly 1453-os bevétele után. A görög ábécével, török nyelven írt munka a török nyelv történetének értékes forrása. Az 1970-es években újra az oszmán témák felé fordult, és két úgynevezett Oszmán Adóösszeírások (Ottoman Doomsday) programot szervezett, amelynek során négy késő 16. századi oszmán defter feldolgozása és részleges publikálása történt meg. A témában készült számos cikke új irányt adott a középkori történeti földrajznak és annak, amit a közép-európai helynevekről tudunk, különösen a történelmi Magyarország dél-dunai területein. A kipcsak filológiával kapcsolatos felfedezései különösen jelentősek, mivel addig ismeretlen kéziratokat talált Isztambulban és Jemenben. Az Al-tuḥfat al-zakiyya fī’l-lughat al-turkiyya egy arab betűs mameluk-kipcsak szótár (1942), míg a Raszulida Hexaglott egy hatnyelvű szójegyzék, mely a jemeni Raszulida dinasztia hatodik királya, al-Malik al-Afżal al-ʿAbbās (ur. 1363–1377) számára készült. A szószedetben először arab, majd perzsa, török, bizánci görög, nyugati (kilíkiai) örmény nyelven, végül egy mongol dialektusban vannak felsorolva a szavak (2000). Ezt a különleges munkát a kor legjobb szakértői publikálták, a török (főleg kipcsak) részt maga Halasi-Kun készítette elő. 

## Főbb munkái
- At-Tuḥfat. La langue des Kiptchaks après un manuscrit arabe d’Istanboul. Budapest. 1942
- Monuments de la langue tatare de Kazan. In: Analecta Orientalia memoriae Alexandri Csoma de Körös dicata. Ed. Lajos Ligeti. Budapest 1942–1947. 138–155.
- Philologica III: Kazan Türkçesine ait dil yâdigârları. Ankara Üniversitesi Dil ve Tarih-Coğrafya Fakültesi Dergisi 7 (1949), 690–740.
- The Ottoman Elements in the Syrian Dialects. Archivum Ottomanicum 1 (1969), 14–91; 5 (1973), 17–95; 7 (1982), 117–267.
- Kipchak Philology and the Turkic Loanwords in Hungarian. Archivum Eurasiae Medii Aevi 1 (1975), 155–210.
- Gennadios török hitvallása. Kőrösi Csoma Archivum 1. kieg. kötet, (1936), 139–247 = Gennadios’ Turkish Confession of Faith. Archivum Ottomanicum 12 (1987–1992), 5–13. Peter B. Golden et al. (ed.): The King’s Dictionary: The Rasûlid Hexaglot: Fourteenth Century Vocabularies in Arabic, Persian, Turkic, Greek, Armenian and Mongol. Leiden, 2000 (a török részt Halasi-Kun Tibor fordította és dolgozta fel).